# Вернон (Илиноис)
Вернон (енгл. Vernon) град је у америчкој савезној држави Илиноис.

## Демографија
По попису из 2010. године број становника је 129, што је 49 (-27,5%) становника мање него 2000. године.
| Група             | 2000.       | 2010.       |
| Белци             | 172 (96,6%) | 127 (98,4%) |
| Афроамериканци    | 0 (0,0%)    | 0 (0,0%)    |
| Азијати           | 0 (0,0%)    | 0 (0,0%)    |
| Хиспаноамериканци | 3 (1,7%)    | 2 (1,6%)    |
| Укупно            | 178         | 129         |